# Атланты (моллюски)
Атланты (лат. Atlanta) — род пелагических морских брюхоногих моллюсков отряда Littorinimorpha. Раковина прозрачная, не более 1 см диаметром, завита в одной плоскости. Сквозь неё просвечивается лиловый внутренностный мешок. Атланты плавают в перевернутом положении, двигая из стороны в сторону прозрачной передней частью ноги (проподиумом), которая сжата с боков и имеет вид плавника. Килём при плавании служит высокий гребень, расположенный по всей длине внешнего завитка раковины. На заднем конце проподиума находится присоска (мезоподиум), являющаяся остатком ползательной подошвы. Мезоподиум имеет хорошо развитую мускульную ткань, тогда как проподиум — едва заметные диагонально перекрещивающиеся мускульные пучки. Задняя часть ноги (метаподиум) имеет вид обособленной лопасти, на которой находится крышечка—оперкулум. Обитают в тропических водах всех океанов. Живут в открытом океане. При помощи присоски атланты часто прикрепляются к какому-нибудь плавающему предмету. Если улитку потревожить, она втягивается в раковину, целиком умещаясь внутри, и закрывает её крышечкой. Хищники, питаются зоопланктоном, в том числе мальками рыб. Раздельнополые.

## Виды
В роде Atlanta 29 видов:
- Atlanta brunnea
- Atlanta californiensis
- Atlanta echinogyra
- Atlanta fragilis
- Atlanta frontieri
- Atlanta gaudichaudi
- Atlanta gibbosa
- Atlanta helicinoidea
- Atlanta inclinata
- Atlanta inflata
- Atlanta lesueurii
- Atlanta meteori
- Atlanta oligogyra
- Atlanta peronii
- Atlanta plana
- Atlanta pulchella
- Atlanta quoyana
- Atlanta quoyii
- Atlanta rosea
- Atlanta selvagensis
- Atlanta tokiokai
- Atlanta turriculata